# Аргус (птица)
Вижте пояснителната страница за други значения на Аргус.
Аргусът (Argusianus argus) е вид птица от семейство Phasianidae. Видът е почти застрашен от изчезване.

## Разпространение
Видът е разпространен в джунглите на Борнео, Суматра и Малака в Югоизточна Азия.